# Brug 271
Brug 271 is een vaste brug in Amsterdam-Oost. De brug vormt de verbinding tussen de Rutherfordstraat (westkant) en het Archimedesplantsoen (oostkant) in de wijk Watergraafsmeer.
Ze overspant daarbij de Molenwetering. De brug lijkt daarbij op een kruising tussen een oude welfbrug en een brug over een duiker. De brug heeft een curieus uiterlijk. De landhoofden en overspanning kennen verticaal gemetseld baksteen, de boog is daarbij van een relatief dunne laag beton. Op de bakstenen ligt een keurig horizontaal wegdek, dat ervoor zorgt dat de brug vanaf de weg eigenlijk nauwelijks opvalt. Het opvallendste aan de brug zijn de balustrades. Tussen betonnen plastieken staat een wit stalen hekwerk nog verder ingeklemd tussen betonnen pilaren. De meest noordelijke balustrade staat niet meer op de brug, maar staat loodrecht langs de waterkant. Begin 21e eeuw is de brug opgeknapt.
De brug dateert van ongeveer 1957 en is waarschijnlijk afkomstig van de Dienst der Publieke Werken. Daar waren toen de architecten Dirk Sterenberg en Dick Slebos als opvolgers van Piet Kramer verantwoordelijk voor het ontwerp van de meeste bruggen. Deze brug is echter afkomstig van Cornelis Johannes Henke die in vergelijking met Kramer, Slebos en Sterenberg maar weinig bruggen voor Amsterdam ontwierp: 36.
Het brugnummer was volgens een onderhoudslijst uit 1913 toen al in gebruik voor de duiding van een duiker tussen Oostenburgervaart en Nieuwe Vaart. Ze was gelegen in de (kade van de) Oostenburgergracht, dat voor 1956 deels gedempt werd waardoor het brugnummer vrijkwam.

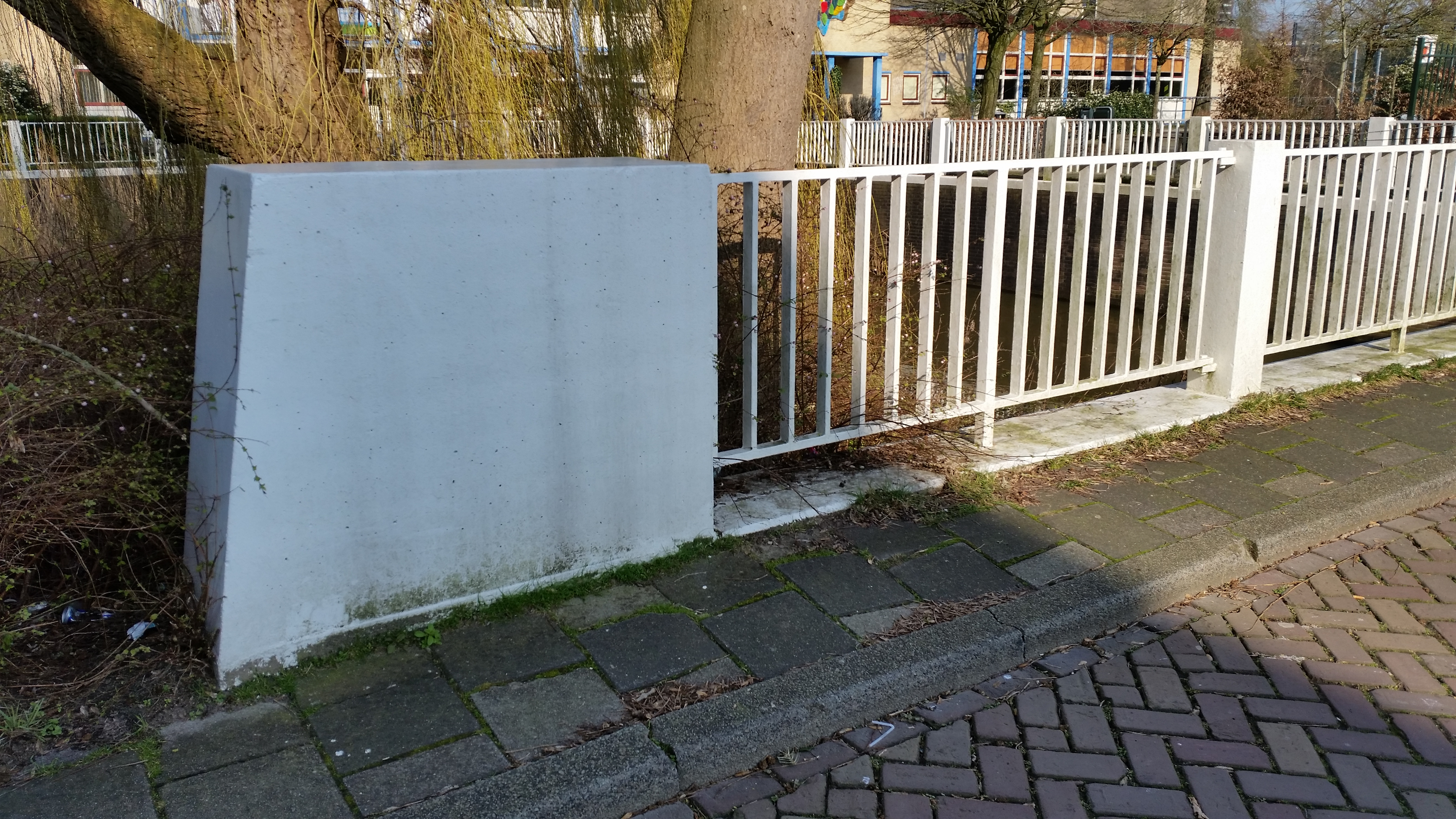
De balustrade van brug 271 over de Moelenwetering loopt door langs de Molenwetering (maart 2020)

<<< · 200 · 201 · 202 · 203 · 204 · 205 · 206 · 207 · 208 · 209 ·  210 · 211 · 212 · 213 · 214 · 215 · 216 · 217 · 218 · 220 · 221 · 222 · 223 · 224 · 225 · 226 · 227 · 228 · 228P · 229 · 230 · 231 · 232 · 233 · 234 · 235 · 236 · 237 · 238 · 239 ·  240 · 241 · 242 · 243 · 244 · 245 · 246 · 247 · 248 · 249 ·  250 · 251 · 252 · 253 · 254 · 255 · 256 · 257 · 258 · 259 · 260 · 261 · 262 · 263 · 264 · 265 · 266 · 267 · 270 · 271 · 272 · 273 · 274 · 275 · 277 · 278 · 279 · 280 · 281 · 283 · 285 · 286 · 287 · 288 · 289 · 290 · 291 · 292 · 293 · 295 · 296 · 297 · 298 · 299 · >>>
Brugnummers 219, 268, 269, 276, 282, 284, 294 zijn niet (meer) in omloop.